# Silvio Marić
Silvio Marić (* 20. März 1975 in Zagreb) ist ein ehemaliger kroatischer Fußballspieler.

## Karriere

### Verein
Marić begann seine Profikarriere 1992 bei Dinamo Zagreb, das sich nach der Unabhängigkeitserklärung Kroatiens zum Start der ersten Spielzeit der neugegründeten 1. HNL in Croatia Zagreb umbenannt hatte. In seiner ersten Saison gewann er mit seinem Klub die Meisterschaft, kam jedoch nur zu einem Punktspieleinsatz. 1994 wurde er mit Croatia kroatischer Pokalsieger, ohne im Finale eingesetzt zu werden.
In der folgenden Saison wurde Marić an den HNK Segesta Sisak verliehen, kehrte aber mit Beginn des Jahres 1995 zu Croatia zurück. In den folgenden Spielzeiten entwickelte er sich zu einer festen Größe im Team von Croatia und gewann von 1996 bis 1998 dreimal in Folge das Double.
In der Winterpause der Saison 1998/99 wechselte Marić erstmals ins Ausland zu Newcastle United in die englische Premier League, wo er bis zum Ende der Saison 1999/2000 spielte. Bei diesem Klub kam er zu seinem ersten Einsatz in einem Pokalendspiel, als er im verlorenen Finale des FA Cups 1999 gegen Manchester United beim späteren Endstand von 0:2 in der 68. Spielminute für Nolberto Solano eingewechselt wurde.
Im Sommer 2000 wurde Marić für eine Ablösesumme in Höhe von zwei Millionen £ zum FC Porto in die portugiesische Primeira Liga transferiert, wo er einen Fünfjahresvertrag unterschrieb. Mit Porto gewann er die Taça de Portugal 2000/01, saß im Finale jedoch während der gesamten Spieldauer nur auf der Ersatzbank.
Anschließend kehrte Marić zum dritten Mal nach Zagreb zurück, wo er erneut für seinen mittlerweile wieder in Dinamo umbenannten Stammverein auflief. Dort gewann er eine weitere Meisterschaft, seinen vierten kroatischen Landespokal und den kroatischen Supercup.
2003 wechselte Marić für die beiden folgenden Spielzeiten nach Griechenland zu Panathinaikos Athen, wo er in seiner ersten Saison auf Anhieb das Double gewann. 2005 kehrte er ein letztes Mal zu Dinamo Zagreb zurück, wo er am Ende der Saison 2005/06 seine aktive Laufbahn nach dem Gewinn seines sechsten kroatischen Meistertitels beendete.

### Nationalmannschaft
Zwischen 1994 und 1997 bestritt Marić 20 Länderspiele für die kroatische U-21-Nationalmannschaft.
Er debütierte am 30. April 1997 im Qualifikationsspiel zur WM 1998 gegen Griechenland in der kroatischen A-Nationalmannschaft, als er in der 53. Spielminute für Zvonimir Soldo eingewechselt wurde. Sein einziges Länderspieltor erzielte er in der darauffolgenden Partie beim 3:2-Sieg im Qualifikationsspiel gegen Bosnien-Herzegowina, in dem er seine Mannschaft kurz vor der Halbzeitpause zwischenzeitlich mit 2:1 in Führung brachte.
Nach der erfolgreichen Qualifikation für die Weltmeisterschaft 1998 in Frankreich wurde Marić von Nationaltrainer Miroslav Blažević in das kroatische Aufgebot berufen. Er kam in den Vorrundenspielen gegen Japan und Argentinien sowie beim 3:0-Sieg im Viertelfinale gegen Deutschland und im Halbfinalspiel gegen den Gastgeber und späteren Weltmeister Frankreich zum Einsatz. Am Ende des Turniers erreichte die kroatische Mannschaft bei ihrer ersten Teilnahme an einer Weltmeisterschaft den dritten Platz. Für diesen Erfolg wurde Marić wie die gesamte Mannschaft mit dem Orden des Kroatischen Flechtwerks ausgezeichnet.
Sein letztes von insgesamt 19 Länderspielen für Kroatien bestritt Marić am 12. Oktober 2002 beim Qualifikationsspiel zur Europameisterschaft 2004 gegen Bulgarien.

### Funktionärskarriere
Seit März 2022 ist Marić beim Zagreber Klub NK Rudeš als Sportdirektor tätig.

## Erfolge
- Kroatischer Meister: 1992/93, 1995/96, 1996/97, 1997/98, 2002/03, 2005/06
- Kroatischer Pokalsieger: 1995/96, 1996/97, 1997/98, 2001/02
- Kroatischer Supercup-Sieger: 2002
- Portugiesischer Pokalsieger: 2001
- Griechischer Meister: 2004
- Griechischer Pokalsieger: 2004
- Dritter der Fußball-Weltmeisterschaft: 1998